# Ялем
Яле́м (Иале́м; др.-греч. Ἰάλεμος ― «похоронная песня», «плач») ― художественное произведение (плач) в Древней Греции, а также само божество плача и рыдания.
Ялем, по некоторой версии, был сыном Аполлона и Каллиопы. Ему приписывается авторство особых ялем-песен: жалобных дифирамбов, трагических причитаний. Ялем-песни были своего рода панихидой, или, во всяком случае, произведениями чрезвычайно серьёзного и скорбного характера, которые исполнялись лишь только в особых, трагических ситуациях.
Во времена классической Античности поэзия такого рода потеряла свою популярность и была осмеяна комическими поэтами. В это время слово «ялем» стало синонимом прохладной, скучной и вялой поэзии и использовалось в этом смысле повсеместно.
В своей третьей тренодии древнегреческий поэт Пиндар называет Ялема братом Гименея, Лина и Орфея и сыном Аполлона и Каллиопы. Слово «ялем» затем оформилось как обозначение поэтического жанра самого по себе и в этом значении в ряде случаев встречается в сочинениях трагиков. Полулегендарный греческий поэт Памф отождествляет Ялема с Лином, сыном музы Урании. Наиболее подробное описание Ялема предлагает поэт и грамматик III века до н. э. Аполлоний Родосский в своём сочинении «Аргонавтика».